# Morelos, Magdalena Jaltepec
Morelos är en ort i Mexiko.   Den ligger i kommunen Magdalena Jaltepec och delstaten Oaxaca, i den sydöstra delen av landet, 300 km sydost om huvudstaden Mexico City. Morelos ligger 2 055 meter över havet och antalet invånare är 201.
Terrängen runt Morelos är varierad. Runt Morelos är det ganska glesbefolkat, med 24 invånare per kvadratkilometer. Närmaste större samhälle är Asunción Nochixtlán, 19,8 km norr om Morelos. Trakten runt Morelos består i huvudsak av gräsmarker.